# M-1 Wołna
M-1 Wołna – radziecki morski kompleks kierowanych przeciwlotniczych pocisków rakietowych (klasy woda-powietrze), bliskiego i średniego zasięgu (oznaczenie w kodzie NATO: SA-N-1 Goa). Był to pierwszy seryjny radziecki morski rakietowy system przeciwlotniczy, używany na licznych okrętach marynarki ZSRR i niektórych innych flot od lat 60. aż do początku XXI wieku.

## Historia

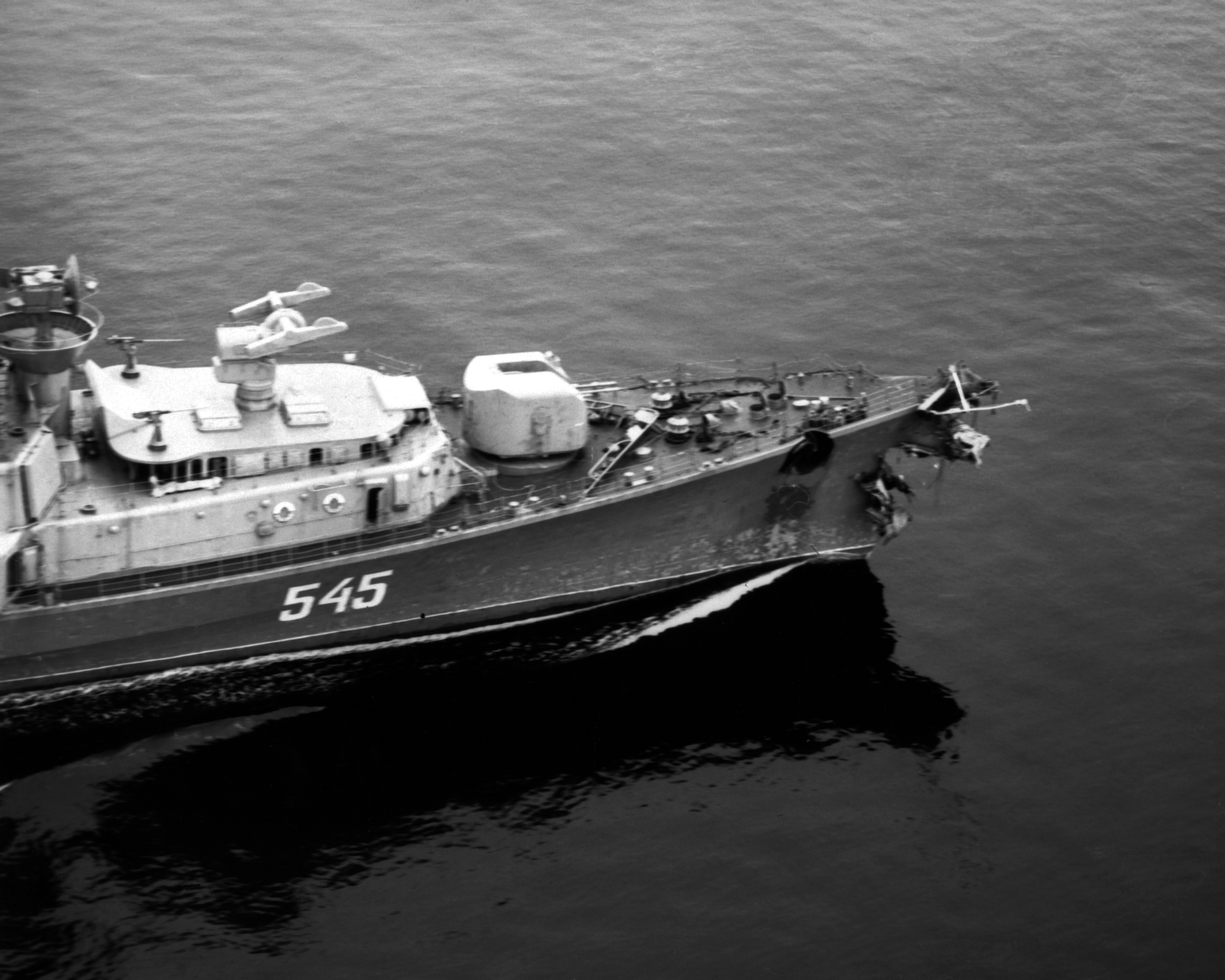
Wyrzutnia ZIF-101 kompleksu M-1 (bez pocisków) na niszczycielu proj. 61

Prace nad kompleksem rakietowym M-1 rozpoczęły się w sierpniu 1956 w instytucie badawczym NII-10 (późniejszy Altair). Podstawowym elementem był dwustopniowy pocisk rakietowy W-600 (4K90), naprowadzany komendami radiowymi. Próby pocisku rozpoczęto w 1957 i okazały się one na tyle udane, że następnie zdecydowano wykorzystać ten pocisk także w lądowym systemie S-125 Newa. Równolegle z pociskiem opracowano dwuprowadnicową stabilizowaną wyrzutnię ZIF-101 oraz radar śledzenia celów i naprowadzania pocisków 4R90 Jatagan. Spotyka się też oznaczenie pocisków RZ-61.
Doświadczalnie kompleks M-1 został zainstalowany  na przebudowanym niszczycielu „Brawyj” projektu 56K, na którym przeszedł próby morskie na Morzu Czarnym od marca do kwietnia 1962 roku. W ich trakcie odpalono 59 pocisków. Próby powiodły się i system przyjęto na uzbrojenie 24 sierpnia 1962 pod nazwą Wołna (ros. Волна, pol. fala). 
Następnie, system zainstalowano na 9 przebudowanych niszczycielach proj. 56A i 56AE (ozn. NATO Kotlin-Mod) oraz 20 nowych niszczycielach proj. 61 (ozn. NATO Kashin) i 4 krążownikach rakietowych proj. 58 (ozn. NATO Kynda). Ostatnie wyrzutnie zamontowano na 5 niszczycielach projektu 61ME (Rajput) dla Indii, które wchodziły do służby w latach 1979-87. System otrzymał oznaczenie w kodzie NATO: SA-N-1A Goa, a radar Jatagan: Peel Group.

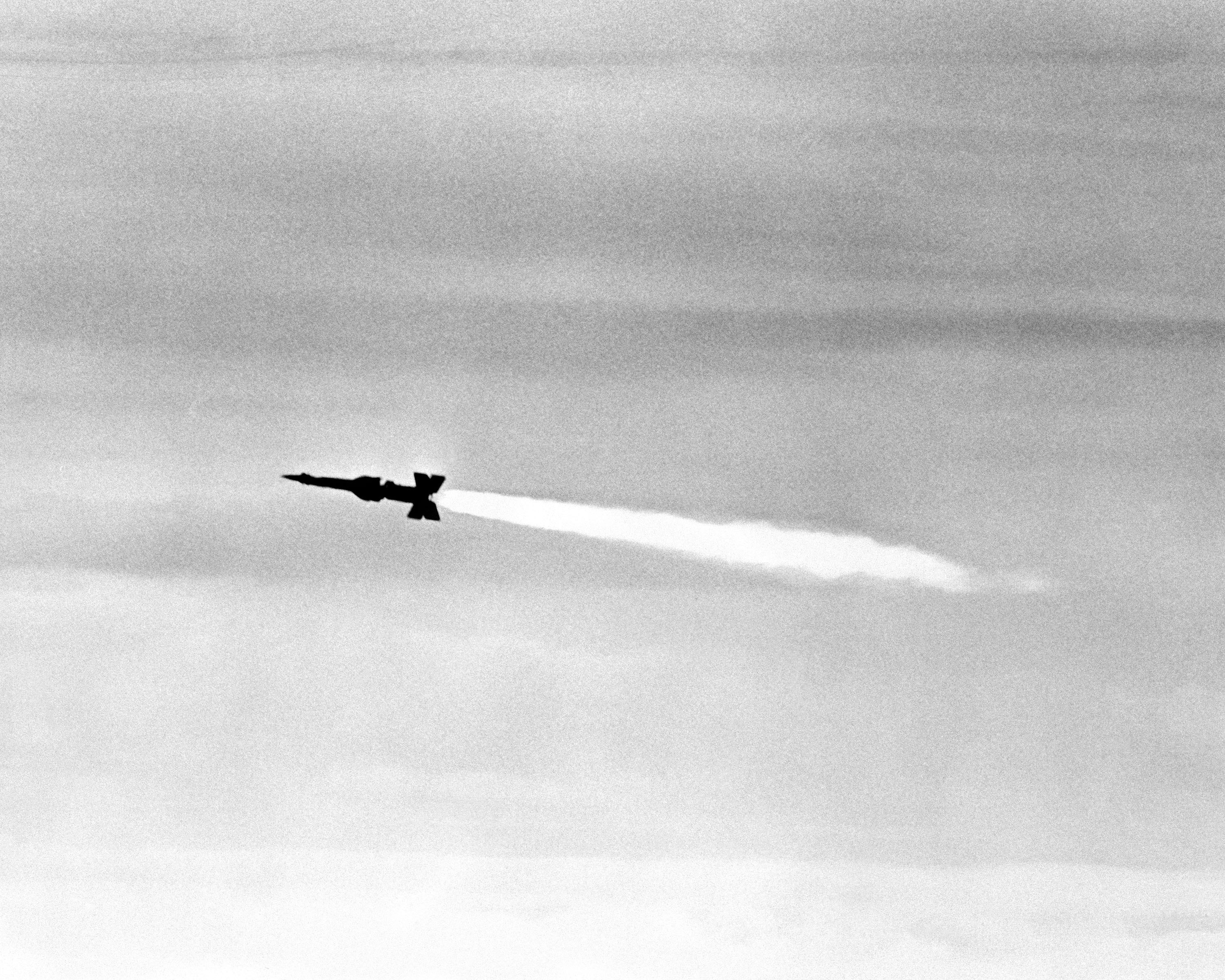
Pocisk systemu Wołna w locie

W 1963 roku opracowano ulepszoną wyrzutnię dwuprowadnicową ZIF-102, o większym magazynie pocisków, którą zainstalowano następnie na 8 przebudowanych niszczycielach proj. 57A (ozn. NATO Kanin) i 4 krążownikach rakietowych proj. 1134 (ozn. NATO Kresta I). Ogółem zamontowano 72 wyrzutnie systemu M-1 na 51 okrętach.
W 1964 roku opracowano pociski W-601 (4K91) o lepszych parametrach, zunifikowane z pociskami systemu lądowego S-125. Zwiększeniu o 7 km uległ zasięg i o 4 km pułap. Zmodyfikowany kompleks przeciwlotniczy z zastosowaniem pocisków W-601 oznaczono jako Wołna-M. Od 1967 roku zaczęto na dotychczasowych okrętach modernizować systemy Wołna do Wołna-M, co wymagało niewielkich modyfikacji wyrzutni i stacji kierowania Jatagan. Od połowy lat 60. wdrożono metodę zwalczania przez zestaw M-1 w razie potrzeby także celów morskich, na co pozwoliło obniżenie minimalnej wysokości śledzenia celu w zmodernizowanych stacjach kierowania (mimo że siła rażenia głowicy nie była duża,  zaletą jednak był krótki czas reakcji). System w tej wersji oznaczono w kodzie NATO: SA-N-1B.
Później wprowadzono zmodyfikowane pociski W-601M z ulepszonymi zapalnikami zbliżeniowymi, umożliwiającymi zwalczanie celów nisko lecących, na wysokości 3 – 5 m, bez zakłóceń od powierzchni morza (system Wołna-N). W latach 1974–76 część systemów zmodernizowano do standardu Wołna-P, z dodatkowym pasywnym telewizyjnym kanałem śledzenia celu  przez stację naprowadzania (kamera światła dziennego 9Sz33) oraz aparaturą elektroniczną o większej odporności na zakłócenia. Zmodyfikowana stacja naprowadzania uzyskała oznaczenie Jatagan-P.
Poza marynarkami ZSRR i Indii, system Wołna stosowany był tylko na niszczycielach rakietowych polskiej Marynarki Wojennej OORP „Warszawa” (I) proj. 56AE i „Warszawa” (II) proj. 61MP (Wołna-P).

## Opis systemu
Pociski dwustopniowe, na paliwo stałe, kierowane komendami radiowymi. Pierwszym pociskiem był W-600 (4K90) o zasięgu maksymalnym 15 km, minimalnym 4 km, pułapie maks. 10 km, min. 0,1 km. Zapalnik działający w trybie kontaktowym lub zbliżeniowym (ustawiany przed odpaleniem) - wybuch w promieniu 35 m od celu. Głowica bojowa odłamkowa 4G90 o masie 60 kg, w tym 33 kg trotylu, tworząca ok. 3500 odłamków o średniej masie 5,4 g. Silnik startowy: 280 kg paliwa stałego (14 lasek prochu), silnik marszowy: 125 kg paliwa (jedna laska prochu). 
Drugim typem pocisku jest W-601 (4K91) o zasięgu maksymalnym 22 km, minimalnym 4 km, pułapie maksymalnym 14 km, minimalnym 0,1 km. Głowica bojowa odłamkowa 5B18 o masie 72 kg, dzieląca się na ok. 4500 odłamków. Silnik startowy: 280 kg paliwa stałego, silnik marszowy: 150 kg paliwa. W wersji W-601M zmniejszono pułap minimalny do 3 – 5 m.
Pociski wystrzeliwane są z dwuprowadnicowej stabilizowanej wyrzutni. Pierwszym typem wyrzutni była ZIF-101. Pod wyrzutnią znajdują się dwa pionowe bębny po 8 pocisków, przeładowanie odbywa się automatycznie, po doprowadzeniu ramienia wyrzutni do pozycji pionowej i trwa 60 sekund (czas między odpaleniami). Drugim typem wyrzutni jest ZIF-102, różniąca się sposobem magazynowania pocisków - posiada dwa podajniki taśmowe po 16 pocisków.

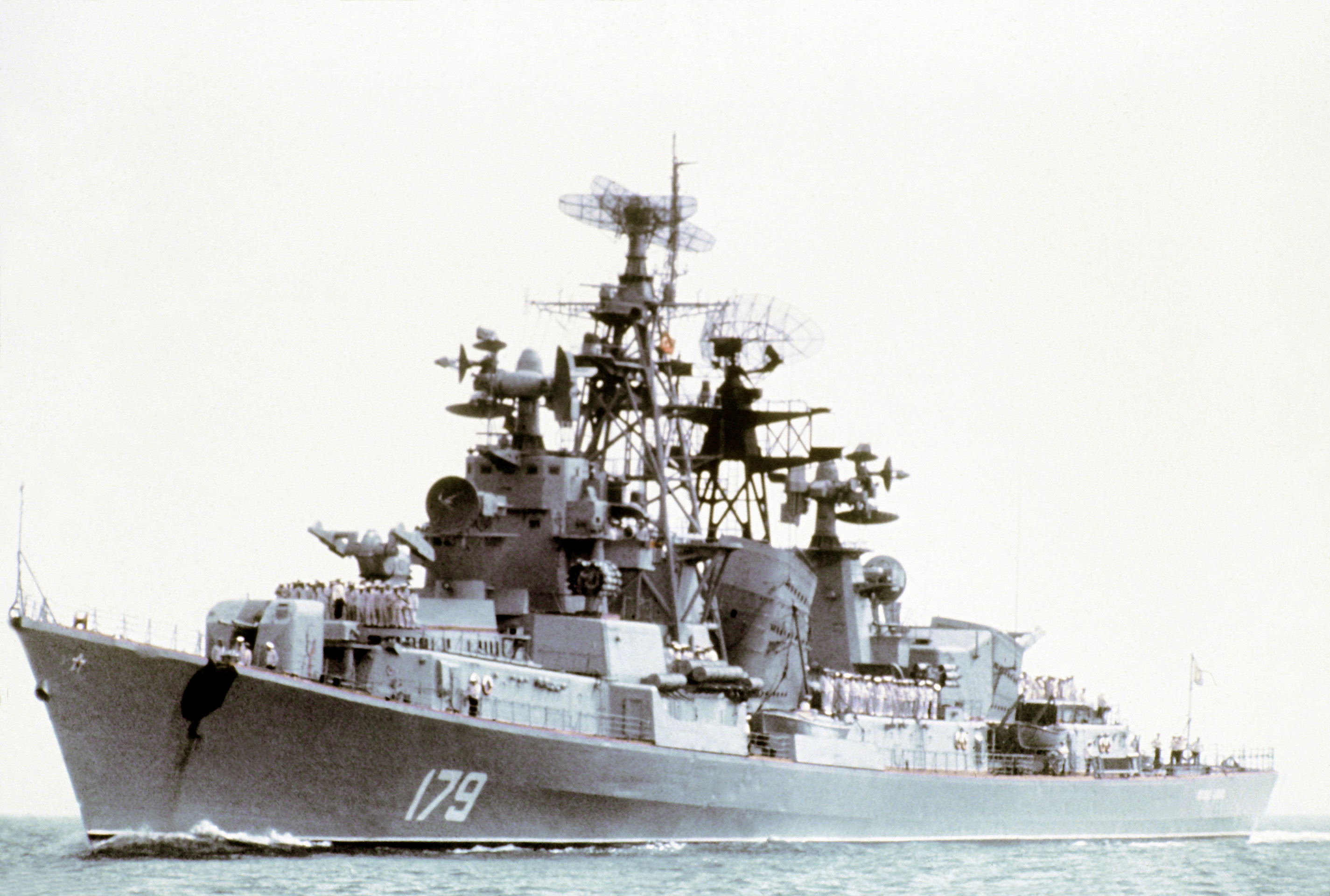
Niszczyciel rakietowy "Krasnyj Kawkaz" proj. 61 - widoczna wyrzutnia ZIF-101 na dziobie i rozbudowana stacja Jatagan na dachu mostka i druga na platformie za masztem rufowym.

Trzecim elementem systemu była stacja radiolokacyjna śledzenia celów i naprowadzania pocisków 4R90 Jatagan. Posiadała 5 parabolicznych anten na wspólnej podstawie - dwie małe do wstępnego naprowadzania, dwie duże do śledzenia celu i końcowego naprowadzania pocisków i jedną do przekazywania komend. Zasięg śledzenia wynosił 36 km. Stacja współpracowała z radarami wykrywania celów różnych typów, głównie MR-300 Angara, MR-310 Angara-U, MR-500 Kliwer. System jest jednokanałowy - jednocześnie może być atakowany jeden cel, jednym lub dwoma pociskami (lub dwa cele, jeśli na okręcie są dwa kompleksy). W późniejszym czasie stacja Jatagan była ulepszana i jej charakterystyki ulegały polepszeniu, między innymi zwiększano zasięg śledzenia celów i  obniżano minimalną wysokość przechwytywania.

## Zastosowanie
- 4 krążowniki rakietowe projektu 58 (ozn. NATO Kynda) (1 wyrzutnia ZIF-101)
- 4 krążowniki rakietowe proj. 1134 (ozn. NATO Kresta I) (2 wyrzutnie ZIF-102)
- 10 niszczycieli rakietowych projektu 56K, 56A i 56AE (ozn. NATO Kotlin-Mod) (1 wyrzutnia ZIF-101)
- 25 niszczycieli rakietowych projektu 61 (ozn. NATO Kashin) (2 wyrzutnie ZIF-101)
- 8 niszczycieli rakietowych projektu 57A (ozn. NATO Kanin) (1 wyrzutnia ZIF-102)

## Dane taktyczno-techniczne
- Zasięg: od 4 do 15 km (Wołna), od 4 do 22 km (Wołna-M)
- Pułap: od 100 do 10 000 m (Wołna), od 100 do 14 000 m (Wołna-M)
- Prędkość: 600 m/s (Wołna), 720 m/s (Wołna-M)
- Długość: 588,5 cm (Wołna), 594,8 cm (Wołna-M)
- Rozpiętość: cm
- Średnica kadłuba: 55,2 cm
- Masa: 923 kg (Wołna), 980 kg (Wołna-M)
- Masa głowicy bojowej: 60 kg (Wołna), 72 kg (Wołna-M)